# Yellow Flower
Yellow Flower – szósty minialbum południowokoreańskiej grupy Mamamoo, wydany 7 marca 2018 roku przez wytwórnię RBW. Głównym singlem z płyty jest „Starry night” (kor. 별이 빛나는 밤). Sprzedał się w nakładzie 50 574 egzemplarzy w Korei Południowej (stan na grudzień 2018).
4 stycznia 2018 roku Mamamoo wydały singel „Paint Me” (kor. 칠해줘 Chilhaejwo), który był wstępem do nadchodzącego projektu „Four Seasons”. Płyta Yellow Flower była pierwszą częścią tego projektu.

## Lista utworów
| CD | CD                                                          | CD                                   | CD                                                                           | CD                                                                           | CD      |
| Nr | Tytuł utworu                                                | Tekst                                | Kompozycja                                                                   | Aranżacja                                                                    | Długość |
| -- | ----------------------------------------------------------- | ------------------------------------ | ---------------------------------------------------------------------------- | ---------------------------------------------------------------------------- | ------- |
| 1. | „Gyeoureseo Bomeuro (Intro)” (kor. 겨울에서 봄으로 (Intro)) | Solar                                | Solar                                                                        | Solar                                                                        | 0:24    |
| 2. | „Byeol Baram Kkot Taeyang” (kor. 별 바람 꽃 태양)           | Moonbyul, Solar                      | Solar                                                                        | Lee Hyun-seung                                                               | 3:43    |
| 3. | „Byeori Biccnaneun Bam” (kor. 별이 빛나는 밤)               | Kim Do-hoon, Park Woo-sang, Moonbyul | Kim Do-hoon, Park Woo-sang                                                   | Park Woo-sang                                                                | 3:31    |
| 4. | „Deomdeomhaejine” (kor. 덤덤해지네) (wyk. Hwasa)            | Hwasa                                | Park Woo-sang, Hwasa                                                         | Park Woo-sang                                                                | 3:28    |
| 5. | „Rude boy”                                                  | Cosmic Sound, Cosmic Girl, Moonbyul  | Cosmic Sound, Cosmic Girl                                                    | Cosmic Sound, Cosmic Girl                                                    | 3:10    |
| 6. | „Bomta” (kor. 봄타)                                         | Jowul, Moonbyul                      | Command Freaks, Mayu                                                         | Command Freaks                                                               | 3:48    |
| 7. | „Chilhaejwo” (kor. 칠해줘)                                  | Jowul                                | Mich Hansen, Peter Wallevik, Daniel Davidsen, Chelcee Grimes, Kara DioGuardi | Mich Hansen, Peter Wallevik, Daniel Davidsen, Chelcee Grimes, Kara DioGuardi | 3:39    |

## Notowania
| Lista                       | Pozycja |
| --------------------------- | ------- |
| Gaon Weekly Album Chart     | 1       |
| US World Albums (Billboard) | 7       |
| Five Music (Tajwan)         | 1       |